# Itzamna
Itzamná ("Ödlehuset") var i mytologin hos mayafolket i Mexiko den högste guden, make till Ix Chel. Gudens namn talar om Mayafolkets tro att jorden skapades av reptilödlors kroppar.
Itzamná tillskrevs skrivkonsten och associerades allmänt med kunskap och inlärning. 
Itzamná ansågs vara stamfader till alla andra gudar. Han och hans hustru gestaltades som ett gammalt par.